# FSO Polonez Cargo
FSO Polonez Cargo – lekki samochód dostawczy oraz sanitarka bazujące na samochodzie osobowym FSO Polonez Caro produkowane w latach 1993–2001.

## FSO Polonez Cargo

### Początki

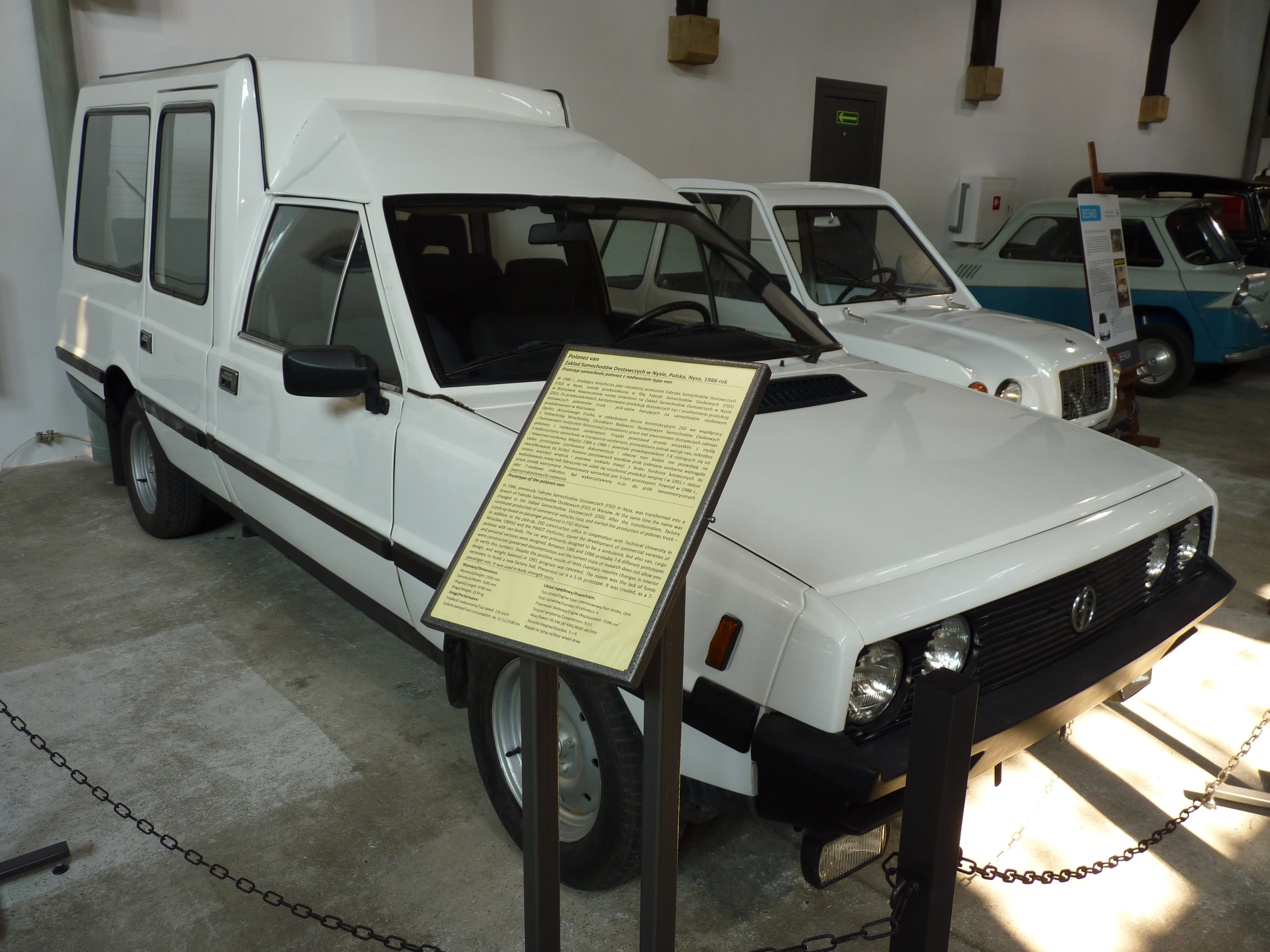
FSO Polonez Van

Prototyp Poloneza Sanitarki ( ambulansu) z nadwoziem typu kombivan pokazano po raz pierwszy w 1986 roku. Auto to bazowało na seryjnym Polonezie. Do samonośnej kabiny zamontowana została podobnie jak w Trucku (aczkolwiek niżej) pomocnicza półrama, na której zamontowany został wykonany z tworzyw sztucznych przedział sanitarny. W latach 1987–1990 opracowano kolejne prototypy, które od pierwowzoru różniły się większym przeszkleniem części medycznej, zastosowaniem bocznych drzwi w części medycznej (z prawej strony) oraz jednoczęściową unoszoną do góry klapą tylną (w miejsce dwuskrzydłowych otwieranych na boki). Pojazdy te wyposażone były w silniki CB o pojemności 1.6 dm3 i mocy maksymalnej 87 KM. Prace badawcze zakończyły się w lipcu 1990, zbyt duże drgania w tylnej części samochodu uniemożliwiały przeprowadzanie sprawnych zabiegów medycznych, przez co los projektu został przesądzony i auto nie trafiło do produkcji seryjnej.  

### Cargo

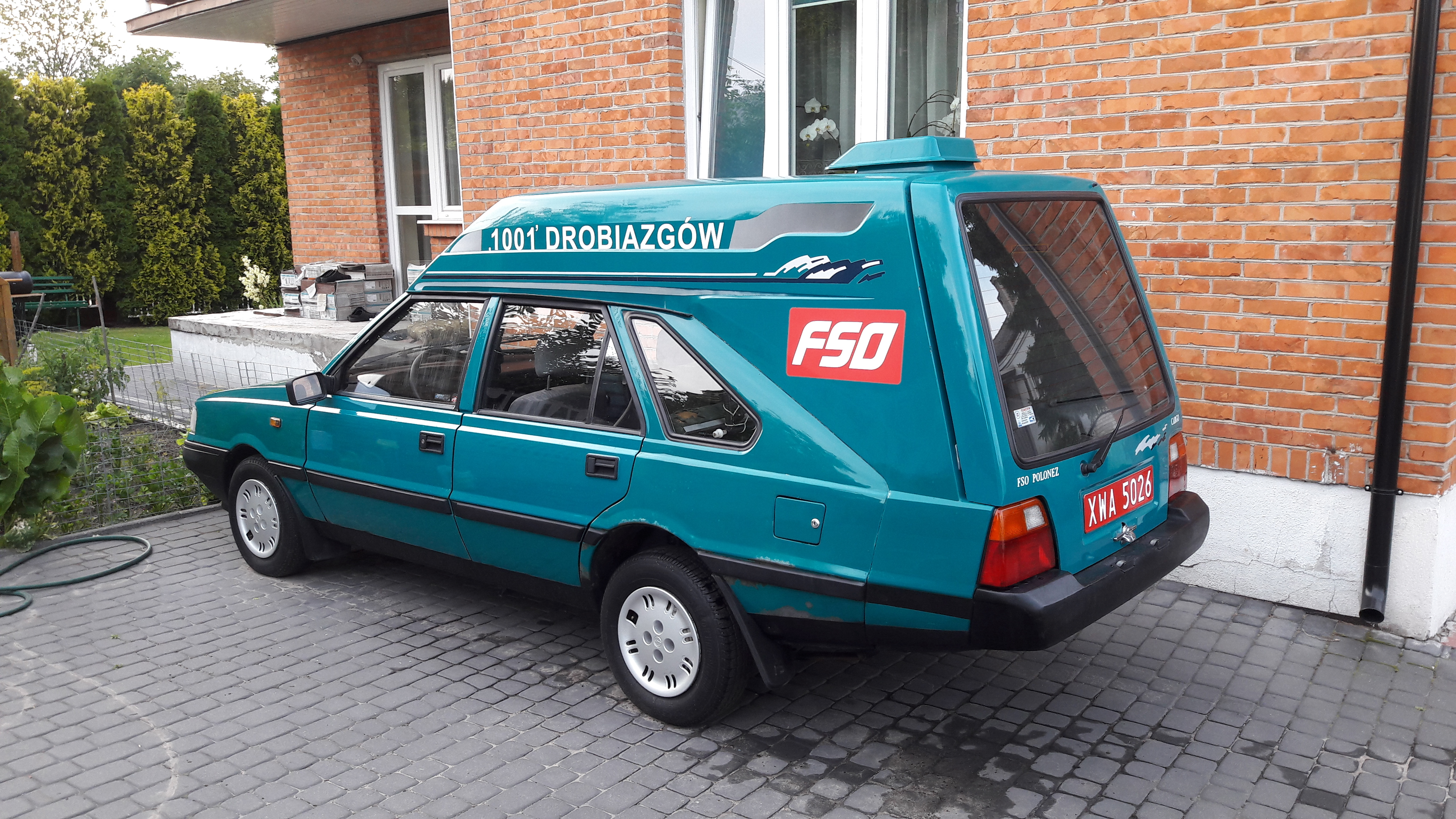
Prototypowy FSO Polonez Cargo

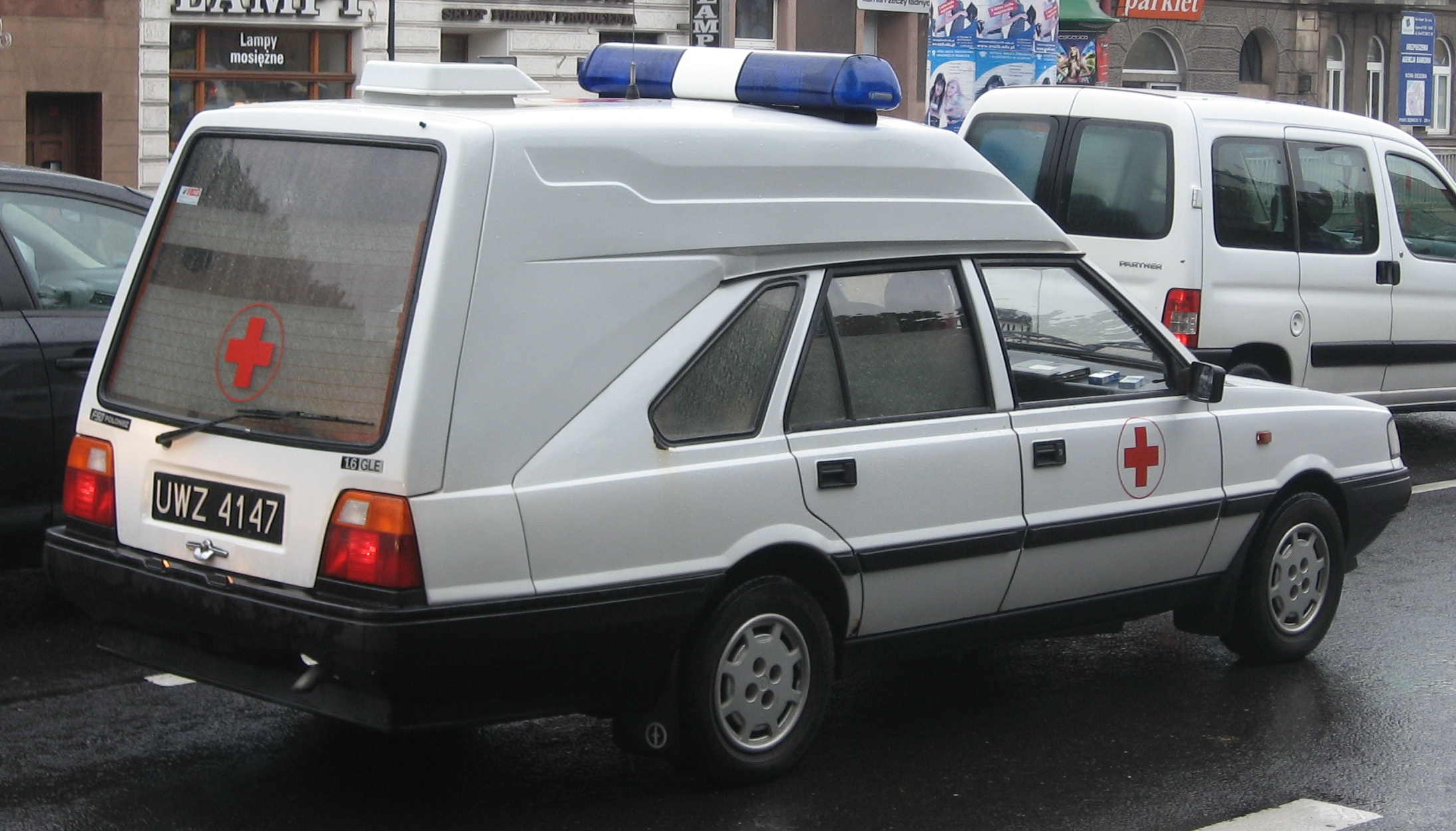
FSO Polonez Cargo – tył pojazdu

Po wycofaniu w 1991 roku z produkcji samochodu FSO 125p w wersji sanitarka, dało się odczuć na rynku krajowym brak taniego auta medycznego tej klasy. Próbę zaradzenia tej sytuacji podjęła w 1993 roku FSO, konstruując na bazie samochodu FSO Polonez Caro samochód zdolny zaspokoić potrzeby rynku. Polonez Cargo powstał z wykorzystaniem nadwozia Poloneza Caro, bez dachu i tylnej klapy, do którego mocowany był szkielet podwyższający i przedłużający nadwozie auta. Na szkielet nakładano wykonaną z laminatu szklano-epoksydowego część nadwozia. W Cargo wzmocniono przednie jak i tylne zawieszenie, stosowano 3 wersje silnikowe 1,6 gaźnikowy (do 1995 roku), 1,6 z wtryskiem jednopunktowym oraz 1,9 GLD. Nadwozie standardowego Caro wysyłane było do zakładów FSO-ZTS Grójec, gdzie montowano wyższą część nadwozia z laminatu oraz wyposażenie dodatkowe. Pierwsze wersje tego auta posiadały nadwozie z metalowym pasem podokiennym oraz maską (z plastikowym chwytem powietrza) jak w modelu Caro MR'91 a także innym tylnym zderzakiem. Produkcja roczna wynosiła od 1800 do 2000 egzemplarzy.
Na początku lat 90. rozpoczęto adaptacje samochodów Polonez na karetki w zakładzie AutoForm w Mysłowicach. W modelu tym zabudowa była nieco mniejsza niż w modelu wykańczanym w Grójcu. Posiadał też mniejszą tylną szybę i nie miał przetłoczeń na laminatowej części nadwozia.

### Silniki
| Wersja                | Silnik:                          | Układ zasilania:              | Średnica × skok tłoka: | St. sprężania:     | Moc maksymalna:                  | Maks. moment obrotowy      | 0-100 km/h:        | V-max::            |                    |
| Silniki benzynowe:    | Silniki benzynowe:               | Silniki benzynowe:            | Silniki benzynowe:     | Silniki benzynowe: | Silniki benzynowe:               | Silniki benzynowe:         | Silniki benzynowe: | Silniki benzynowe: | Silniki benzynowe: |
| --------------------- | -------------------------------- | ----------------------------- | ---------------------- | ------------------ | -------------------------------- | -------------------------- | ------------------ | ------------------ | ------------------ |
| 1600 CB               | R4 1,6 l (1598 cm³), OHV         | gaźnik Weber typ 34S2C 16/100 | 80 mm x 79,5 mm        | 9,5:1              | 87 KM (64 kW) przy 5200 obr./min | 132 N•m przy 3800 obr./min | 18,0 s             | 150 km/h           |                    |
| 1600 CE               | R4 1,6 l (1598 cm³), OHV         | wtrysk Multec TBI 700         | 80 mm x 79,5 mm        | 9,5:1              | 80 KM (59 kW) przy 5000 obr./min | 125 N•m przy 3200 obr./min | 17,0 s             | 150 km/h           |                    |
| Silniki wysokoprężne: |                                  |                               |                        |                    |                                  |                            |                    |                    |                    |
| 1900 EJ               | R4 1,9 l (1905 cm³), VM 488 HT/2 | pompa wtryskowa Bosch         | 83 mm x 88 mm          | 23:1               | 70 KM (51 kW) przy 4600 obr./min | 120 N•m przy 2000 obr./min | 19,0 s             | 140 km/h           |                    |

## Daewoo-FSO Polonez Cargo Plus

### Historia i opis modelu
W 1998 roku rozpoczęto produkcję Poloneza Cargo Plus zmodernizowanego zgodnie z linią „Plus”. W listopadzie 1998 roku w tylnej części nadwozia pojawiły się nowe lampy pochodzące z modelu Atu Plus, wcześniej jednak powstawały wersje z tylnymi światłami z modelu Caro MR'93. Warto dodać, że w wyposażeniu tego modelu dostępne były podgrzewane przednie fotele. W zawieszeniu Cargo Plus Van zastosowany został zmodernizowany, wzmocniony tylny most wraz z drążkiem stabilizującym oraz 3-piórowymi resorami, w późniejszym czasie to rozwiązanie zastosowane zostało w Polonezie Kombi.
Cargo Plus oferowany był z silnikami 1.6 GLI z jednopunktowym wtryskiem paliwa Bosch oraz 1.6 GSI z wielopunktowym wtryskiem paliwa Delphi. Produkcję zakończono w czerwcu 2001 roku. W wersji cywilnej dostępny był tylko w czterech kolorach: białym, wiśniowym, zielonym i niebieskim.
Jeszcze przed rozpoczęciem seryjnej produkcji tej modyfikacji stworzono kilka prototypów, które posiadały asymetryczne drzwi tylne zamiast klapy.
W 1997 roku rozpoczęto adaptacje kolejnej generacji Polonezów na sanitarki w zakładzie AutoForm w Mysłowicach. Część laminatowa nadwozia pozostawała bez zmian. Tylny pas pochodził z modelu Caro Plus.

### Galeria

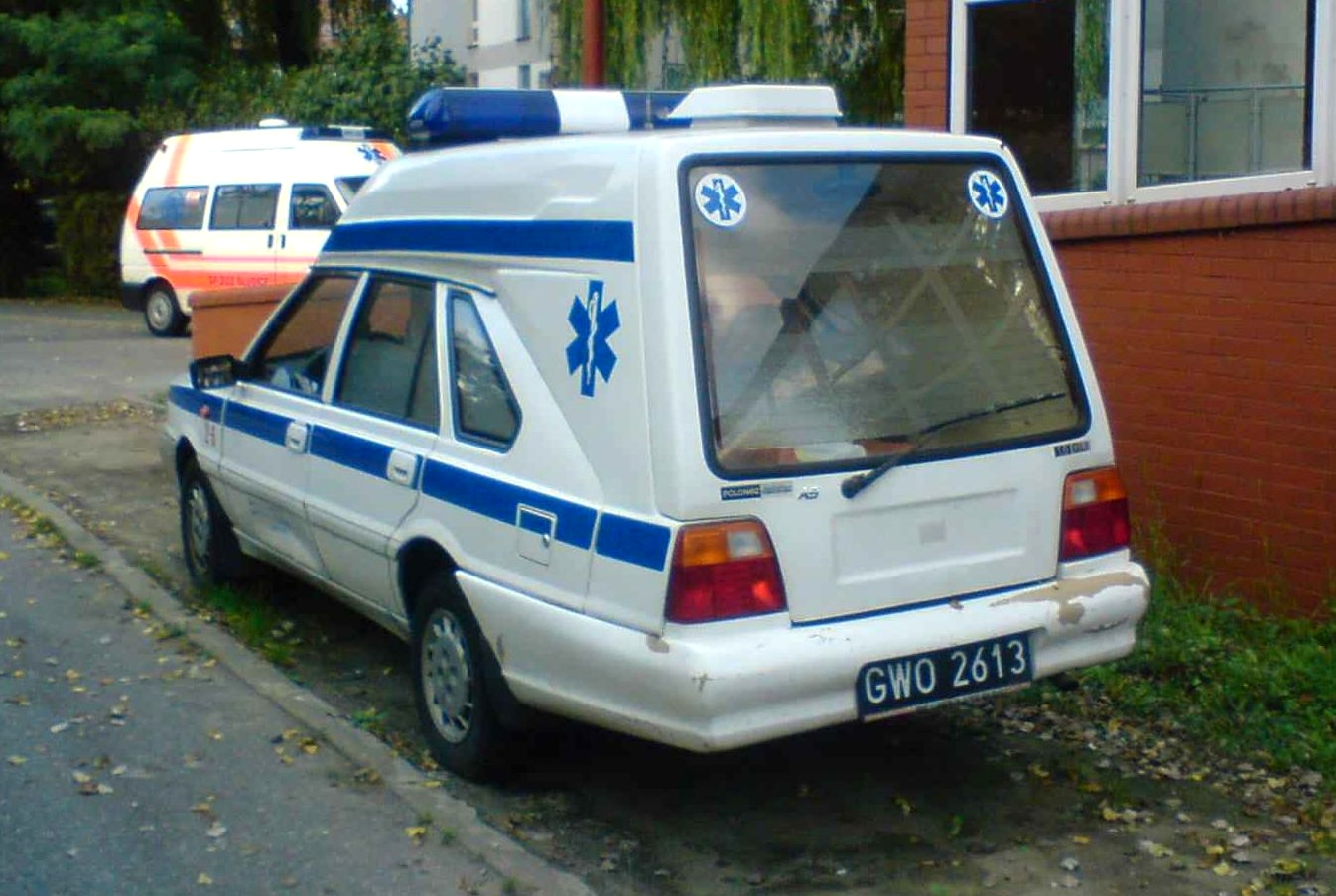
Cargo Plus Ambulans z tylnymi światłami z modelu Caro MR'93
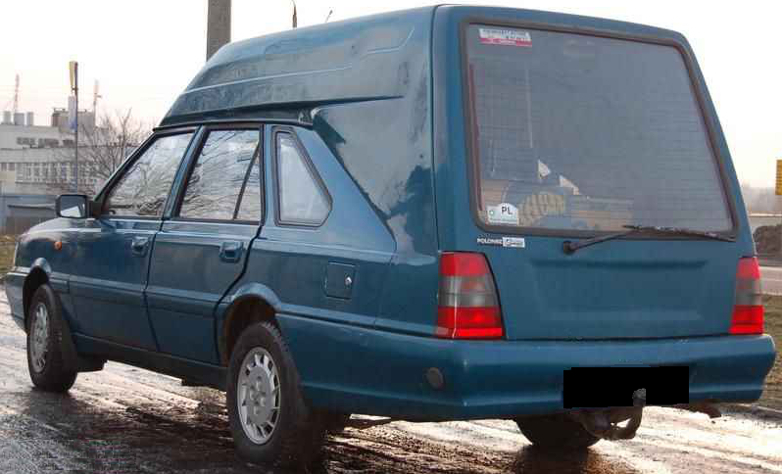
Cargo Plus ze standardowym pasem tylnym
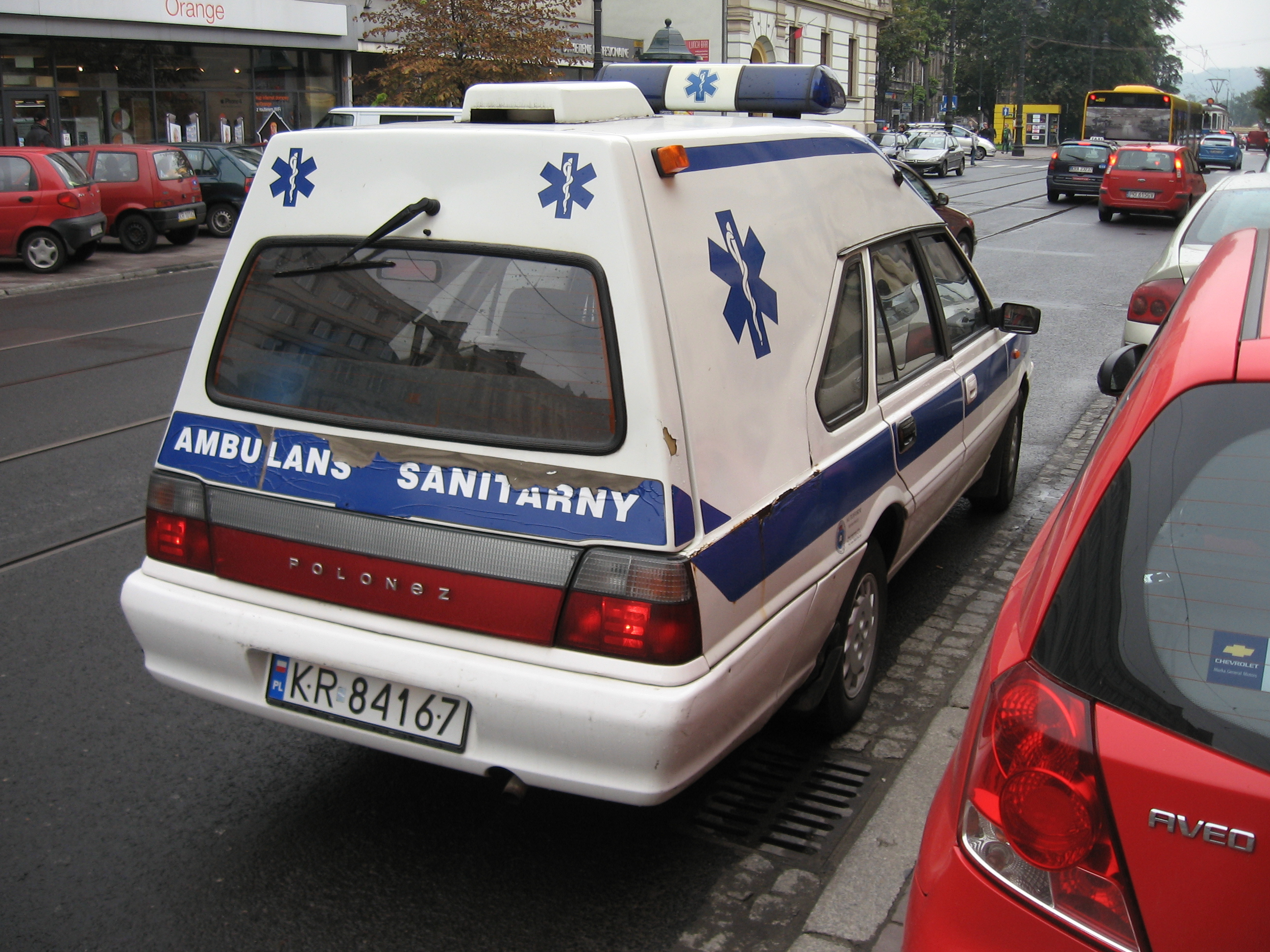
tył Cargo Plus adaptowanego na ambulans w firmie AutoForm Mysłowice

### Silniki (1.6 GLI)
| Wersja  | Silnik:                  | Układ zasilania:            | Średnica × skok tłoka: | St. sprężania: | Moc maksymalna:                  | Maks. moment obrotowy      | 0-100 km/h: | V-max:   |
| ------- | ------------------------ | --------------------------- | ---------------------- | -------------- | -------------------------------- | -------------------------- | ----------- | -------- |
| 1.6 GLi | R4 1,6 l (1598 cm³), OHV | jednopunktowy wtrysk paliwa | 80 mm x 79,5 mm        | 9,5:1          | 78 KM (57 kW) przy 5200 obr./min | 121 N•m przy 3600 obr./min | 17 s        | 150 km/h |